# Karl-Heinz Marbach
Karl-Heinz Gerhard Albin Marbach (* 5. Juli 1917 in Kolberg, Provinz Pommern; † 27. September 1995 in Bonn) war ein deutscher Marineoffizier im Zweiten Weltkrieg. Zuletzt hatte er den Dienstgrad eines Kapitänleutnants. Er versenkte als Kommandant von U 953 auf acht Feindfahrten ein Schiff mit 1.927 ts. 1950 bis 1959 leitete er von Westberlin aus ein durch die Central Intelligence Agency finanziertes Netzwerk zur Produktion und Verteilung von Propagandazeitschriften in Ostdeutschland.

## Ausbildung
Marbach trat am 3. April 1937 als Seeoffiziersanwärter in die Kriegsmarine ein und erhielt seine infanteristische Grundausbildung in der 2. Kompanie der II. Schiffstammabteilung der Ostsee. Ab dem 16. Juni 1937 begann seine praktische Bordausbildung auf dem Segelschulschiff Horst Wessel, auf dem er am 21. September 1937 zum Seekadetten ernannt wurde. Im Anschluss hieran folgte ab dem 24. September 1937 Bordausbildung auf dem Leichten Kreuzer Emden. Dort wurde Marbach am 4. Oktober 1937 zum Obermatrosen und am 1. Januar 1938 zum Oberstabsmatrosen befördert. Am 30. April 1938 begann er an der Marineschule Mürwik den Fähnrichslehrgang, und am 1. Mai 1938 wurde er zum Fähnrich zur See befördert. Nach Beendigung des Lehrganges am 25. November 1938 absolvierte Marbach eine Navigationsbelehrungsfahrt an Bord des Schulschiffs Paul Benecke. Vom 5. Januar 1939 bis zum 22. Februar 1939 absolvierte er diverse Lehrgänge, so den Fähnrichs-Nachrichtenlehrgang, den Fähnrichs-Torpedolehrgang, den Fähnrichs-Sperrlehrgang sowie den Fähnrichs-Artillerielehrgang, gefolgt von einem erneuten Bordkommando auf dem Leichten Kreuzer Leipzig. Am 12. April 1939 wechselte vorübergehend auf den Leichten Kreuzer Nürnberg, kehrte jedoch schon am 5. Juni 1939 auf die Leipzig zurück, wo er am 1. Juli 1939 zum Oberfähnrich zur See und am 1. August 1939 zum Leutnant zur See befördert wurde.

## Zweiter Weltkrieg
Feindfahrten
U 101
1. 28. Mai 1941 bis 4. Juli 1941 als II. W.O.
2. 7. August 1941 bis 4. September 1941 als II. W.O.
3. 4. Oktober 1941 bis 16. November 1941 als II. W.O.

U 953
1. 13. Mai 1943 bis 22. Juli 1943
2. 2. Oktober 1943 bis 17. November 1943
3. 26. Dezember 1943 bis 20. Februar 1944
4. 30. März 1944 bis 1. April 1944
5. 23. April 1944 bis 26. April 1944
6. 22. Mai 1944 bis 28. Mai 1944
7. 6. Juni 1944 bis 18. Juni 1944
8. 24. Juni 1944 bis 22. Juli 1944 (1 Handelsschiff mit 1.927 ts versenkt)

Im Rahmen des Überfalls auf Polen im September 1939 war Marbach an Bord der Leipzig an zwei Unternehmen in der Nordsee beteiligt, vom 3. bis zum 7. September sowie vom 18. bis zum 20. September 1939. Vorrangig war die Leipzig mit Legen von Minensperren an der englischen Ostküste und der Handelskriegsführung in Skagerrak und Kattegat beteiligt. Ab 30. September 1939 war Marbach vorübergehend als Hilfssachbearbeiter beim Flottenkommando beschäftigt, wurde jedoch schon im Oktober 1939 auf das Schlachtschiff Gneisenau versetzt, auf dem er bis zum 21. Juni 1940 diente. Danach wechselte Marbach zur U-Boot-Waffe.
Er begann am 15. Oktober 1940 seine Ausbildung bei der 1. Unterseebootslehrdivision in Flensburg-Mürwik und absolvierte anschließend diverse Speziallehrgänge für Torpedo-, Nachrichten- und Artilleriewesen. Danach wurde Marbach als II. Wachoffizier auf U 101 kommandiert, das unter dem Kommando von Kapitänleutnant Ernst Mengersen stand. Auf den drei Feindfahrten, an denen Marbach auf diesem Boot teilnahm, wurden zwei Schiffe mit 11.644 BRT sowie ein Zerstörer mit 1.190 ts im Nordatlantik versenkt. Am 1. September 1941 wurde Marbach zum Oberleutnant zur See befördert. Zum Jahresende 1941 verließ Mengersen U 101 und Marbach, inzwischen I. Wachoffizier, amtierte vom 1. Januar 1942 bis zum 3. Februar 1942 in Vertretung des Kommandanten an Bord von U 101. Feindfahrten gab es während dieser Zeit nicht. Friedrich-Wilhelm Bothe wurde am 4. Februar 1942 Kommandant von U 101 und hielt diese Position bis 31. März 1942. Am 1. April 1942 verließ Marbach U 101 und wurde Kommandantenschüler bei der 24. U-Flottille und danach Kommandant auf den Schulungsbooten U 28 und U 29.
Am 30. November 1942 wurde Marbach zur Baubelehrung für U 953 delegiert, dessen Kommandant er am 17. Dezember 1942 wurde. Auf insgesamt acht Feindfahrten konnte Marbach nur ein Schiff versenken, am 5. Juli 1944 im Ärmelkanal das britische Handelsschiff Glendinning mit 1.927 BRT. Am 22. Juli 1944 erhielt Marbach das Ritterkreuz des Eisernen Kreuzes. Während er zur Entgegennahme des Ritterkreuzes vom BdU in Berlin war, wurde Brest mit der dortigen U-Boot-Basis von amerikanischen Truppen eingekreist, sodass er nicht mehr zu seinem Boot zurückkehren konnte; Oberleutnant zur See Herbert A. Werner übernahm das Boot.
Am 1. September 1944 wurde Marbach zum Kapitänleutnant befördert, und am 20. September 1944 begann er bei der AG Weser in Bremen mit der Baubelehrung von U 3014, dessen Kommandant er am 17. Dezember 1944 wurde. U 3014 war ein Boot des neuen Typs XXI, ging jedoch bis Kriegsende auf keine Feindfahrt mehr. Das Boot wurde gemäß dem lange bestehenden Regenbogen-Befehl am 3. Mai 1945 von seiner Besatzung selbstversenkt. Marbach kam am 9. Mai 1945 in Horten (Norwegen) in britische Kriegsgefangenschaft, aus der er am 21. Februar 1948 entlassen wurde.

## Psychologische Kriegsführung
Ab 1950 fungierte Marbach als Leiter der Westberliner Tarnfirma Cramer Werbung, welche ostdeutschen Wochen- und Monatszeitschriften nachempfundene Propagandaschriften produzierte und über ein Netzwerk in der DDR verteilte. Kodename des u. a. durch die Central Intelligence Agency im Jahr 1956 mit US$3000 pro Monat unterstützten Projektes war LCCASSOCK. Mehrere der daran beteiligten Akteure wurden bei der Durchführung von Einzelaktionen gefasst und strafrechtlich zur Verantwortung gezogen. Wegen der Hohen Ausfallquote und nur geringer Wirkungsergebnisse wurde die Zielstellung und die dabei angewandten Methoden in Frage gestellt. Mit Auslaufen der Finanzierung durch die CIA, welche zuletzt 76 % der Projektkosten trug, arbeitete Marbach 1960 kurz für den Bundesnachrichtendienst, und dann 20 Jahre lang für das Bundesministerium der Verteidigung als Berater auf dem Gebiet Psychologische Kriegsführung.

## Arbeitskreis für Landesverteidigung
Marbach war Mitglied im Arbeitskreis für Landesverteidigung, und 1983 dessen Geschäftsführer.

## Auszeichnungen
- Eisernes Kreuz (1939) II. und I. Klasse am 14. April 1940 bzw. 21. November 1943
- Flotten-Kriegsabzeichen am 22. Juli 1941
- U-Boot-Kriegsabzeichen (1939) am 9. September 1941
- Ritterkreuz des Eisernen Kreuzes am 22. Juli 1944
- U-Boot-Frontspange in Bronze am 26. November 1944
- Bundesverdienstkreuz 1. Klasse 1982